# Луїза Вайс
Луїза Вайс (фр. Louise Weiss; 25 січня 1893, Аррас — 26 травня 1983, Париж) — французька письменниця, журналістка, феміністка та європейська політична діячка.
Щороку Фонд Луїзи Вайс присуджує нагороду автор/ці чи установі, які зробили найбільший внесок у розвиток науки про мир, покращення людських стосунків і зусилля на благо Європи.

## Життєпис
Луїза Вайс народилася в Аррасі, Па-де-Кале, у космополітичній родині в Ельзасі. Її батько, Поль Луїс Вайс (1867—1945), гірничий інженер, був видатним ельзаським протестантом із Ла Петіт-П'єрр. Предки її єврейської матері, Жанни Фелісі Жаваль (1871—1956), походили з маленького ельзаського містечка Сеппуа-ле-Ба. Її дідом по материнській лінії був Луї Еміль Жаваль. Через матір вона була племінницею Аліси Вейллер (до шлюбу Джавал) і двоюрідною сестрою Поля-Луїса Вейллера, сина Аліси та Лазара Вейллера. Однією з її сестер була Дженні Обрі.
Виросла в Парижі з п'ятьма братами і сестрами, навчалася на вчительку проти волі своєї сім'ї, була викладачкою у середній школі мистецтв і здобула ступінь Оксфордського університету. З 1914 по 1918 рік вона працювала військовою медсестрою і заснувала госпіталь у Кот-д'Армор. З 1918 по 1934 рік видавала журнал L'Europe nouvelle. З 1935 року до початку Другої світової війни виступала за надання жінкам виборчого права. У 1936 році балотувалася на парламентських виборах у Франції (п'ятий округ Парижа). Під час війни брала активну участь у французькому русі Опору. Вона стверджувала, що була учасницею мережі Patriam Recuperare; однак це офіційно спростували учасники мережі. Також вона була головною редакторкою секретного журналу «Nouvelle République» з 1942 по 1944 рік. У 1945 році разом з Gaston Bouthoul Вайс заснувала Інститут полемології (дослідження війни та конфліктів) у Лондоні. Подорожувала Середнім Сходом, Японією, Китаєм, В'єтнамом, Африкою, Кенією, Мадагаскаром, Аляскою, Індією, знімала документальні фільми та писала звіти про свої подорожі. У 1975 році двічі намагалася вступити до Французької академії. У 1979 році стала членкинею Європейського парламенту від партії Голлістів (нині Республіканці).
Померла 26 травня 1983 року в Парижі.

## Журналістська діяльність
Під час Першої світової війни Вайс опублікувала свої перші повідомлення в пресі під псевдонімом. У Парижі познайомилася з представниками країн, які прагнули до незалежності, такими як Едвард Бенеш, Томаш Масарик і Мілан Штефанік, з якими мала стосунки. Між 1919 і 1939 роками вона часто їздила до Чехословаччини. У 1918 році заснувала щотижневу газету Europe nouvelle (Нова Європа), яку видавала до 1934 року. Томас Манн, Густав Штреземанн, Рудольф Брайтшайд і Арістід Бріан були серед її співавторів у статтях.
Європа мріяла про об'єднання, і в 1930 році Луїза Вайс заснувала «Ecole de la Paix» (Школу миру), приватний інститут міжнародних відносин. Після захоплення влади націонал-соціалістами в Німеччині можливість об'єднання була вичерпана.

## Феміністичний активізм
У 1934 році Луїза Вайс заснувала асоціацію Les femmes nouvelles (Нова жінка) разом із Сесіль Брунсвік і боролася за посилення ролі жінок у суспільному житті. Вона брала участь у кампаніях за право жінок голосувати у Франції, організовувала суфражистські команди, брала участь у демонстраціях та одного разу була прикута до вуличного ліхтаря в Парижі разом з іншими жінками. У 1935 році подала позов проти «нездатності жінок голосувати» перед французькою Державною радою.

## Політична діяльність
У 1979 році Луїза Вайс балотувалася як кандидатка від Голлістської партії на перших європейських виборах у 1979 році. 17 липня 1979 року обрана депутаткою Європарламенту від Франції від Європейської народної партії. На момент перших виборів, у віці 86 років, вона була найстаршою членкинею парламенту і, отже, його першою «найстаршою членкинею». Вона залишалася членкинею Європарламенту та найстаршою членкинею аж до своєї смерті 26 травня 1983 року у віці 90 років.
Головна будівля парламенту в Страсбурзі носить ім'я Луїзи Вайс.

## Музей Луїзи Вайс
Розділ муніципального музею Саверна присвячений життю та творчості Луїзи Вайс. Тут представлена колекція з 600 предметів, які вона заповідала місту в 1981 і 1983 роках, а також історичні документи, що стосуються її кар'єри.

## Роботи

### Політичні праці
- La République Tchécoslovaque, 1919
- Мілан Стефаник, Прага 1920

### Біографії
- Souvenirs d'une enfance républicaine, Париж, 1937
- Ce que femme veut, Париж, 1946
- Mémoires d'une Européenne, Париж 1968—1976

### Романи
- Délivrance, Париж 1936
- Марсельєза, т. I і II Париж, 1945; том. III Париж 1947
- Сабіна Легран, Париж 1951
- Dernières Voluptés, Париж, 1979

### Театральні роботи
- Arthur ou les joies du suicide
- Sigmaringen ou les potentats du néant
- Le récipiendaire
- La patronne
- Adaptation des Dernières Voluptés

### Книги про подорожі
- L'or, le camion et la croix, Париж, 1949
- Le voyage enchanté, Париж, 1960
- Le Cachemire, Les Albums des Guides Bleus, Париж, 1955

### Соціологічний нарис
- Lettre à un embryon, Париж 1973

### Мистецтво, археологія та фольклор
- Contes et légendes du Grand-Nord, Париж, 1957

## Почесті
- Головна будівля Європейського парламенту в Страсбурзі носить ім'я Луїзи Вайс.
- Її іменем названо вулицю в 13-му окрузі Парижа.
- Початкова школа, побудована Фріцем Бебло в Страсбурзі-Нойдорфі, тепер носить її ім'я.
- Почесна членкиня Вищої університетської ради в Страсбурзі.
- Лауреатка премії Роберта Шумана.
- Велика офіцерка ордена Почесного легіону.
- Офіцерка ордена Білого Лева, 1924 рік.